# Helvetische Dekbladen
De Helvetische Dekbladen of Helvetische Nappes (Duits: Helvetische Decken) zijn een serie dekbladen (een zogenaamde nappe stack) in de Noordelijke Alpen. De Helvetische Dekbladen bestaan uit Mesozoïsche kalksteen, schalie en mergel, die oorspronkelijk op de overgang tussen het continentaal plat en de continentale helling aan de zuidrand van Europa werden afgezet. Tijdens de Alpiene orogenese werden deze gesteenten over een décollement naar het noorden geschoven, waarbij ze intern ook geplooid en overschoven raakten.

## Tektonische ligging
De Helvetische Dekbladen zijn over het Infrahelvetisch Complex en de "externe" massieven van de Alpen, zoals het Aarmassief of het Mont Blancmassief, geschoven. In Zwitserland, Duitsland en Oostenrijk liggen ze in het noorden ook over de molasse uit het Molassebekken dat in het voorland van de Alpen lag. De Helvetische Dekbladen werden op hun beurt overschoven door de Penninische Dekbladen, die op de meeste plaatsen in Zwitserland echter zijn weggeërodeerd. In Oostenrijk dekken de Penninische de Helvetische Dekbladen echter vrijwel overal af.

## Lithologie
De Helvetische dekbladen bestaan uit Mesozoïsche sedimentaire gesteenten afkomstig van de voormalige zuidrand van de Europese plaat. In het Mesozoïcum lag ten zuiden van Centraal-Europa een smalle oceaan, de Valais Oceaan. Deze ontwikkelde zich later in een convergente plaatgrens, waar de Europese plaat subduceerde onder de Apulische plaat. De sedimentaire facies van de gesteenten wordt dieper marien als ze verder naar het zuiden zijn afgezet. De gesteenten uit de Helvetische dekbladen hebben een ondiepere sedimentaire facies dan de oorspronkelijk verder naar het zuiden afgezette Bündnerschisten uit de Penninische Dekbladen. Ze zijn echter dieper afgezet dan de gesteenten uit het Infrahelvetisch Complex uit Oost-Zwitserland of gesteenten van vergelijkbare ouderdom die ten noorden van de Alpen worden gevonden, bijvoorbeeld in de Jura.